# Ethylaluminiumsesquichloride
Ethylaluminiumsesquichloride is een vloeibare organische verbinding van aluminium en bestaat uit gelijke hoeveelheden ethylaluminiumdichloride (C2H5AlCl2) en di-ethylaluminiumchloride ((C2H5)2AlCl).

## Synthese
Ethylaluminiumsesquichloride wordt bereid door de reactie van aluminiumpoeder met chloorethaan:
{\displaystyle {\ce {3C2H5Cl +2Al -> (C2H5)3Al2Cl3}}}

## Toepassingen
Ethylaluminiumsesquichloride wordt gebruikt in Ziegler-Natta-katalysatorsystemen voor de polymerisatie van alkenen tot polyolefinen. Het wordt bijvoorbeeld samen met vanadiumoxytrichloride bij de productie van EPDM-rubbers ingezet. Verder wordt het aangewend als katalysator bij alkyleringen en acyleringen.
De stof wordt ook gebruikt bij de synthese van tri-ethylaluminium, door reactie met een alkalimetaal, zoals natrium. Tri-ethylaluminium wordt ook gebruikt in Ziegler-Natta-katalysatoren.

## Toxicologie en veiligheid
Ethylaluminiumsesquichloride is een sterke reductor en reageert heftig met oxidatoren, waardoor kans op brand en explosie ontstaat. Het is een pyrofore stof, die spontaan kan ontbranden als ze aan de lucht wordt blootgesteld. Ethylaluminiumsesquichloride ook in water via een exotherme reactie. Bij brand of explosie komen giftige dampen vrij van zoutzuur en aluminiumoxide.
Omwille van deze gevaren moet de productie, vervoer en verwerking van ethylaluminiumsesquichloride in gesloten systemen gebeuren, in een inerte atmosfeer. Het wordt ook geleverd als een verdunde oplossing van 15% ethylaluminiumsesquichloride in hexaan. Dergelijke oplossing is niet pyrofoor.